# Marda
 (avril 2019).
Si vous disposez d'ouvrages ou d'articles de référence ou si vous connaissez des sites web de qualité traitant du thème abordé ici, merci de compléter l'article en donnant les références utiles à sa vérifiabilité et en les liant à la section « Notes et références ».
Marda est un vieux village palestinien situé dans la ville de Salfit, dans le nord de la Cisjordanie. 
Selon le recensement général de la population en 2017, Marda a une population d'environ 2 375 habitants. Marda fait partie des villages occupés pendant l'année de Naksa en 1967.

## Colonisation israélienne
Des colons israéliens incendient la mosquée du village lors d'une attaque le 20 décembre 2024. Des slogans racistes anti-Arabes sont aussi tagués. L'armée israélienne annonce l'ouverture d'une enquête. Le gouverneur de Salfit, Abdallah Kamil, a affirmé que des colons avaient déjà pénétré dans le village par le passé, "sous la protection de l'armée israélienne", et que des actes de vandalisme similaires avaient déjà eu lieu dans les environs.

## Appellation
Marda signifie la gemme.

## Géographie
Le village de Marda est situé au centre de la Palestine, dans la partie nord-ouest de la Cisjordanie, au nord du centre-ville de Salfit, à environ 5 km. Le village est situé sur l'ancienne route Nablus-Jaffa. 

## Population
| Année      | 1922 | 1931 | 1945 | 1997 | 2007 | 2012 | 2017 |
| Population | 155  | 218  | 310  | 1609 | 1971 | 2211 | 2375 |